# Constantin Weber
Constantin Heinrich Weber (Bärenwalde, Zwickau, 14 de agosto de 1885 — Hannover, 14 de agosto de 1976) foi um engenheiro mecânico alemão.

## Vida

### Família e formação
Constantin Weber fez o Abitur em Riga em 1904. Em 1906 começou a estudar engenharia mecânica na Universidade Técnica de Riga e na Universidade Técnica de Braunschweig, obtendo em 1910 o diploma. Em 1924 concluiu um doutorado com o título de Dr.-Ing. na Universidade Técnica de Braunschweig. Constantin Weber casou com Ida, nascida Holecker verheiratet, com quem teve dois filhos. Morreu no dia de seu aniversário com 91 anos de idade em Hannover.

### Carreira
Constantin Weber foi desde 1911 engenheiro de projetos - carreira interrompida temporariamente por sua participação na Primeira Guerra Mundial - em diversos ramos industriais. Em 1926 assumiu o cargo de professor (Lehrer) na Fachhochschule Dortmund. Em 1928 foi chamado para ser professor ordinário de mecânica e resistência dos materiais na Universidade Técnica de Dresden. Adicionalmente trabalhou desde 1942 no desenvolvimento do foguete V-2 em Peenemünde. Após a Segunda Guerra Mundial foi Wissenschaftlicher Mitarbeiter e Lehrbeauftragter no Instituto de Elementos de Máquinas da Universidade Técnica de Braunschweig, tornando-se em 1958 professor emérito.
Constantin Weber, que descobriu em 1923 o centro de cisalhamento de vigas curvas, recebeu em 1950 o título de doutor honoris causa da Universidade Técnica de Braunschweig.

## Publicações
- Die Lehre der Drehungsfestigkeit, in: Forschungsarbeiten auf dem Gebiete des Ingenieurwesens, H. 249, Verlag des Vereines deutscher Ingenieure Berlin Julius Springer, Berlim, 1921
- Veranschaulichung und Anwendung der Minimalsätze der Elastizitätstheorie, in: ZAMM - Journal of Applied Mathematics and Mechanics / Zeitschrift für Angewandte Mathematik und Mechanik, Volume 18, Issue 6,  Akademie Verlag, Berlim, 1938, p. 375-379.
- Festigkeitslehre, (2ª Edição 1951), in: Bücher der Technik, Wolfenbütteler Verlagsanstalt, Wolfenbüttel [u.a.], 1947
- com Werner Thuß e Gustav Niemann: Belastungsgrenzen bei gerad- und schrägverzahnten Stirnrädern, in: Schriftenreihe Antriebstechnik, H. 5., F. Vieweg, Braunschweig, 1952
- Schwingungen im Maschinenbau; zum Mit-Denken, Nach-Denken und Weiter-Denken, Deutscher Ingenieur-Verlag, Düsseldorf, 1953
- Untersuchung von Zylinderschneckentrieben mit rechtwinklig sich kreuzenden Achsen, in: Schriftenreihe Antriebstechnik, Vol. 7., F. Vieweg, Braunschweig, 1956
- com Wilhelm Günther: Torsionstheorie, F. Vieweg, Braunschweig, 1958